# Más Apoyo Social
Más Apoyo Social es un partido político del estado mexicano de Quintana Roo con registro desde 2018. El partido se considera a sí mismo como centro izquierda progresista.

## Historia

Logo como Movimiento Auténtico Social

El partido se fundó bajo el nombre de «Movimiento Auténtico Social». Pidió su registro ante el Instituto Electoral de Quintana Roo en abril de 2017. El partido recibió su registro a finales de 2018. En octubre de 2021 el Instituto Electoral de Quintana Roo determinó retirarle el registro al partido debido a la baja votación que recibió en las elecciones estatales de ese año para ayuntamientos. Sin embargo, en noviembre el Tribunal Electoral del Poder Judicial de la Federación determinó restituir el registro de la organización debido a que las leyes electorales de Quintana Roo sólo contemplan la pérdida de registro de un partido por los resultados de la elección de gobernador, y no en la elección de ayuntamientos.
En las elecciones estatales de 2022 el partido inicialmente se incorporó a la coalición Juntos Hacemos Historia, integrada por los partidos Movimiento Regeneración Nacional, Partido Verde Ecologista de México, Partido del Trabajo y Fuerza por México Quintana Roo. Sin embargo, pocos días después el partido decidió separarse de la coalición y presentar sus propias candidaturas.  En los comicios del 5 de junio de 2022 el partido obtuvo sólo el 7% de los votos para la gubernatura, quedando en cuarto lugar; consiguió un único diputado plurinominal en el Congreso del Estado de Quintana Roo y no ganó ningún ayuntamiento.
En agosto de 2022 el partido «Movimiento Auténtico Social» decidió renombrarse como «Más Apoyo Social». En septiembre de 2023 el partido reportó estar integrado por 12 037 militantes.

## Resultados electorales

### Gobernador
| Elección | Candidato | Candidato               | Votos  | Porcentaje      | Resultado |
| -------- | --------- | ----------------------- | ------ | --------------- | --------- |
| 2022     |           | Nivardo Mena Villanueva | 35 318 | \| \| 7.10 % \| | Cuarto    |
|          | 7.10 %    |                         |        |                 |           |

### Congreso del estado
|  | 5.36 % |

|  | 6.94 % |

|  | 1.84 % |

### Ayuntamientos
|  | 1.86 % |

|  | 1.39 % |